# Liste der Baudenkmäler in Eggenfelden
Auf dieser Seite sind die Baudenkmäler in der niederbayerischen Stadt Eggenfelden zusammengestellt. Diese Tabelle ist eine Teilliste der Liste der Baudenkmäler in Bayern. Grundlage ist die Bayerische Denkmalliste, die auf Basis des Bayerischen Denkmalschutzgesetzes vom 1. Oktober 1973 erstmals erstellt wurde und seither durch das Bayerische Landesamt für Denkmalpflege geführt wird. Die folgenden Angaben ersetzen nicht die rechtsverbindliche Auskunft der Denkmalschutzbehörde.

## Ensembles

### Ensemble Altstadt Eggenfelden

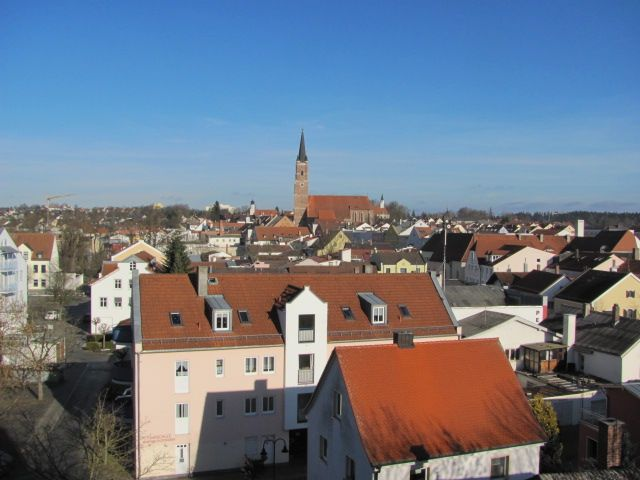
St. Nikolaus und Stephanus über der Altstadt von Eggenfelden

Das Ensemble umfasst die Altstadt, soweit sie von der Ringmauer umgeben war; ausgespart bleibt der keilförmige Zwickel längs der Judengasse, der durch den Neubau des Bankgebäudes Pfarrkirchener Straße 64 erheblich gestört ist. – Der Ensemblebereich umschließt drei älteste Siedlungskerne: auf der Anhöhe des von der Talsohle nach Norden leicht ansteigenden Geländes – in der Gegend des heutigen Kirchenplatzes – einen Ministerialensitz Etinvelt (um 1160 taucht die Bezeichnung „hinter dem slooze“ auf), den Sitz Ruestorf und den Vormarkt Neudeck. Um 1120 als ein Praedium an das Augustinerchorherrenstift Baumburg geschenkt, 1259 mit dem Aussterben des Mannesstammes der Ortenburger an die Wittelsbacher übergegangen, dürfte Eggenfelden von diesen noch vor 1300 als Instrument der Landesorganisation und Herrschaftssicherung (hier speziell als Mautübergang über die Rott) das Marktrecht erhalten haben. Der altbayerische Rechtecksmarktplatz und die in der Mitte des 14. Jahrhunderts schon errichtete Ringmauer, die zwar im 19. Jahrhundert abgetragen wurde, aber den Bebauungsgrundriss bis heute bestimmt, erinnern an diese Erhebung. Die beiden Siedlungskerne werden von der Hauptverkehrsachse der Rottal-Straße getrennt, der Pfarrkirchener Straße mit dem abgegangenen Pfarrkirchener-Tor im Osten und dem dreiecksförmig erweiterten Fischbrunnenplatz mit dem Grabmaier-Tor (auch Mertsee- oder Gropper-Tor genannt) im Westen. Der von dieser Querachse nach Südsüdosten abzweigende Marktplatz war im Süden vom Rottertor abgeschlossen, diesem vorgelagert am jenseitigen Ufer des Rott-Mühlbaches seit 1492 das Hl. Geist-Spital. Der Gegensatz zwischen der weitläufigen Anlage des Marktplatzes, rückwärts begleitet von der Judengasse, und der kleinteiligen Bebauung hin zum Kirchenplatz verweist auf verschiedene Entstehung und Funktion der beiden Siedlungskerne. – Die Bebauung besteht hauptsächlich aus Satteldach-Massivhäusern, teils traufständig, teils mit giebelförmigen oder waagrechten Vorschussmauern, in der gegenwärtigen Gestalt meist aus dem 19. Jahrhundert, jedoch mit Einbeziehung von Bausubstanz ab dem 15. Jahrhundert. Feststellbar ist auch eine bescheidene, aber klare Ringbebauung, welche dem Mauer- und Grabenverlauf im Norden und Osten gleichsam als äußere Echo-Zeile seit dem 18./19. Jahrhundert folgt und welche nun die Öffnung des nördlichen Kirchenplatzes abrundet und zum langen Trakt der Franziskanerkirche hinüberleitet. Die Südwestgrenze des Ensembles zwischen Grabmaier-Tor und Bachverlauf ist durch die historische Struktur der hier bis an die Ringmauer reichenden Rückgebäude der westlichen Marktplatzbebauung bestimmt. Der Störung am Ostrand durch das genannte Bankgebäude entspricht eine Störung am Westrand durch das Bankgebäude vor dem Grabmaier-Tor und das Geschäftshaus Fischbrunnenplatz 11. Aktennummer: E-2-77-116-1.

### Ensemble Hofmark Gern

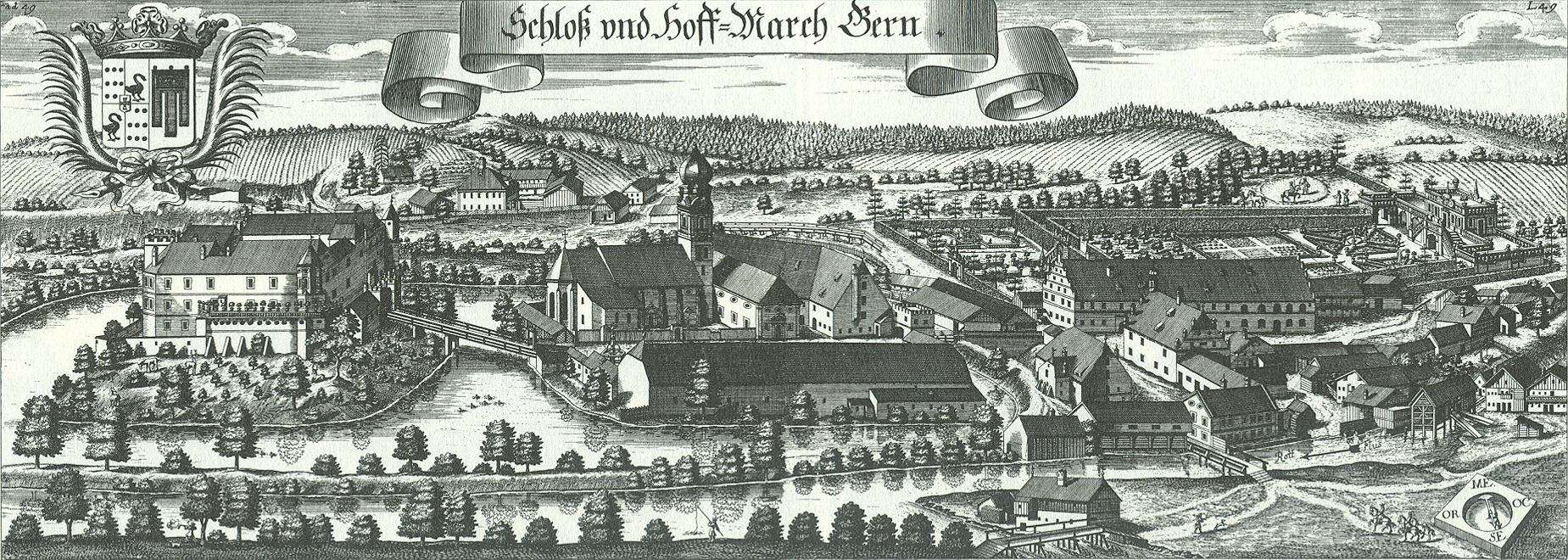
Schloss und Hofmark Gern

Das Ensemble umfasst jene Bereiche der Hofmark, die der Wening-Stich L 49 als die zu Anfang des 18. Jahrhunderts bestehende und – mit Ausnahme des 1742 zerstörten Alten und des 1921 abgebrannten Neuen Schlosses – bis heute erhaltene Bebauung ausweist. Aufgrund der Lage im Mündungszwickel zwischen dem Geratskirchener Bach (Gera) und der Rott konnten Schloss und Ökonomiehof mit Kirche auf je eine künstliche Insel verlegt werden, deren Umwasserung von der Gera durch einen noch bestehenden Zulaufkanal gespeist wurde. Die planvolle und in ihrem Erhaltungszustand wohl einmalige Anlage des Hofmarksortes zeigt von Westen her an einer Straßenachse aufgereiht zunächst den Siedlungsbereich der Bediensteten und Untertanen, teilweise mit Doppelhäusern – im nördlichen, an der Rott gelegenen Mühlenviertel sogar mit einem Vierfachhaus –, dann längs dem gotischen Gasthofbau einen angerartigen, durch eine Allee eingefassten Platz zur Abhaltung von Märkten, der zeitweilig sogar für das nahe Eggenfelden eine Konkurrenz bedeutete, danach eine zum ersten Graben parallel verlaufende Querstraße mit äußeren Wirtschaftstrakten; es folgte über den nunmehr zugeschütteten ersten Wassergraben eine Brücke mit Torhaus auf die erste Insel mit dem Ökonomiehof und der gotischen Kirche, von hier schließlich eine zweite Brücke auf die östliche Insel mit dem Herrschaftssitz (heute anstelle des zerstörten mittelalterlichen Schlosses unter Einbeziehung alter Mauerreste eine moderne Villa). In Ergänzung dazu wurde im ersten Viertel des 18. Jahrhunderts im Südwesten ein ummauerter Park mit dem Neuen Schloss und einer Auffahrtsallee, im Südosten, in einer gewissen Distanz jenseits der Gera, der neue Pfarrhof angelegt. Die Bebauung selbst, deren Substanz in nicht wenigen Fällen aus dem 15. Jahrhundert stammt, lässt ebenfalls die Hierarchie des Konzepts erkennen: die Wohnhäuser, soweit ursprünglich erhalten, noch als Blockbauten mit vorgezogenen Satteldächern und Schroten; die Gasthof- und Ökonomiegebäude als Massivbauten mit steilen Satteldächern, ursprünglich gelegentlich mit Treppengiebeln, seit dem 18. Jahrhundert mehrfach mit Walmen; das Alte Schloss als Vierflügelanlage, das Neue als Riegeltrakt mit Schweifgiebelfassaden, seitlichen Flügeln und Torbauten als Empfang bei der Auffahrtsallee. Aktennummer: E-2-77-116-3.

## Baudenkmäler nach Ortsteilen

### Eggenfelden
| Lage                                      | Objekt                                                      | Beschreibung | Akten-Nr.              | Bild                             |
| ----------------------------------------- | ----------------------------------------------------------- | --- | ---------------------- | -------------------------------- |
| Bahnhofstraße 8 (Standort)                | Empfangsgebäude des Bahnhofs Eggenfelden                    | dreigeschossiger Sichtziegelbau mit flachem Walmdach und verschieferter Westseite, 1879; Bestandteil der Rottalbahn von Neumarkt St. Veit nach Passau                                                                                               | D-2-77-116-99 Wikidata | weitere Bilder                   |
| Bahnhofstraße 13 (Standort)               | Ehemalige Bahnhof-Restauration                              | stattliches Gastwirtschaftsgebäude mit flachem Walmdach, über doppelgeschossigem Gewölbekeller, 1880er Jahre; nördlicher Anbau später | D-2-77-116-96 Wikidata | Ehemalige Bahnhof-Restauration   |
| Bergstraße 2 a, 2 b, 2 c (Standort)       | Doppelhaus                                                  | zweigeschossiger Giebelbau mit vorgezogenem und flach geneigtem Satteldach, im Kern Ende 18. Jahrhundert | D-2-77-116-1 Wikidata  | Doppelhaus                       |
| Fischbrunnenplatz 9 (Standort)            | Grabmaier-Tor                                               | dreigeschossiger Torturm, Ende 15. Jahrhundert; seitlicher Anbau ehemaliges Bürgerdienerhaus, zweigeschossiger Satteldachbau, im Kern 15. Jahrhundert, mit Laubendurchgang von 1909                                                                 | D-2-77-116-2 Wikidata  | weitere Bilder                   |
| Fischbrunnenplatz 10 (Standort)           | Wohn- und Geschäftshaus                                     | dreigeschossiger, ungegliederter Satteldachbau mit waagrechter Vorschussmauer, zweigeschossiger, überwiegend gewölbter Kernbau 1567 (dendrochronologisch datiert), Aufstockung 1691 (dendrochronologisch datiert)                                   | D-2-77-116-149         | BW                               |
| Franziskanerplatz 1 (Standort)            | Franziskanerkloster mit Klosterkirche                       | Klosterkirche St. Antonius von Padua, lang gestreckter Spätbarockbau mit Dachreiter über dem Chor, 1654/58, verlängert 1737; mit Ausstattung; Kloster, Dreiflügelanlage um Innenhof nördlich der Kirche, mit Fortsetzungstrakt nach Norden, um 1700 | D-2-77-116-3 Wikidata  | weitere Bilder                   |
| Franziskanerplatz 8 (Standort)            | Evang.-Luth. Reformations-Gedächtnis-Kirche                 | und Gemeindezentrum, Umbau des ehemaligen Wolfsberger Sommerkellers, mit neubarocker Fassadengliederung, abgeschlossen 1937 (Turmneubau 1962) | D-2-77-116-4 Wikidata  | weitere Bilder                   |
| Gottesackergasse 4, 5 (Standort)          | Katholische Friedhofskirche Unserer Lieben Frau             | Barockbau, 1634/37; mit Ausstattung; Friedhofsmauern mit Arkaden-Grabnischen, 2. Hälfte 19. Jahrhundert und 1. Viertel 20. Jahrhundert | D-2-77-116-5 Wikidata  | weitere Bilder                   |
| Hafnergasse 6 a, 6 b (Standort)           | Ehemaliges Handwerkerhaus                                   | zweigeschossiger Satteldachbau, im Kern spätgotisch, Überformungen 19. Jahrhundert | D-2-77-116-97 Wikidata | Ehemaliges Handwerkerhaus        |
| Hafnergasse 7 (Standort)                  | Wohnhaus                                                    | massiver, zweigeschossiger Satteldachbau mit Standerker, im Kern 15./16. Jahrhundert | D-2-77-116-7 Wikidata  | Wohnhaus                         |
| Johannes-Still-Platz (Standort)           | Sogenanntes Russenkreuz                                     | errichtet 1861 zum Gedenken an die Pest und die Kriegswirren der Jahre 1634, 1648, 1713, 1736, 1743 und 1804; am westlichen Rand des Platzes | D-2-77-116-20 Wikidata | BW                               |
| Kirchenplatz 1 (Standort)                 | Katholische Stadtpfarrkirche St. Nikolaus und St. Stephanus | dreischiffige Hallenkirche mit Westturm, spätgotischer Backsteinbau, Weihe 1444, Chor bezeichnet 1465, Chorbogen bezeichnet 1488; mit Ausstattung                                                                                                   | D-2-77-116-9 Wikidata  | weitere Bilder                   |
| Kirchenplatz 2; Kirchenplatz 1 (Standort) | Ehemalige Friedhofskapelle St. Anna                         | Backsteinbau mit Untergeschoss, Ende 15. Jahrhundert; mit Ausstattung; westlicher Treppenaufgang zum aufgelassenen Friedhof, 2. Hälfte 19. Jahrhundert; Reststücke der ehemaligen Friedhofsmauer, im Kern spätmittelalterlich.                      | D-2-77-116-10 Wikidata | weitere Bilder                   |
| Kirchenplatz 15 (Standort)                | Kriegerdenkmal                                              | Steinobelisk auf Sockelbau, 1873, 1954 mit vier Steinkreuzen zur Anlage erweitert | D-2-77-116-11 Wikidata | Kriegerdenkmal                   |
| Landshuter Straße 24 (Standort)           | Wohnhaus                                                    | zweigeschossiger Eckbau mit Erker und gründerzeitlicher Putzgliederung, um 1900 | D-2-77-116-13 Wikidata | weitere Bilder                   |
| Landshuter Straße 34 (Standort)           | Ehemaliges Postbus-Wartehäuschen                            | offener Pavillonbau mit rundem Vordach über Mittelsäule, 1954 | D-2-77-116-98 Wikidata | Ehemaliges Postbus-Wartehäuschen |
| Landshuter Straße 55 (Standort)           | Wohnhaus                                                    | zweieinhalbgeschossiger Satteldachbau mit spätklassizistischen Putzgliederungen, Ende 19. Jahrhundert | D-2-77-116-15 Wikidata | Wohnhaus                         |
| Mertseestraße 7 (Standort)                | Kleinhaus                                                   | zweigeschossiger, verbretterter Blockbau mit Giebelschrot und vorgezogenem flach geneigtem Satteldach, 2. Hälfte 18. Jahrhundert | D-2-77-116-16 Wikidata | Kleinhaus                        |
| Öttinger Straße 1, 3 (Standort)           | Katholische Spitalkirche Hl. Geist                          | spätgotischer, zweischiffiger Bau, 1493; mit Ausstattung; Spitalgebäude, rechtwinklig an die Spitalkirche anschließender Trakt mit Laubengang, 1821/22, mehrere Umgestaltungen                                                                      | D-2-77-116-19 Wikidata | weitere Bilder                   |
| Stadtplatz 1 (Standort)                   | Rathaus                                                     | dreigeschossiger Bau mit Dachreiter-Türmchen und Putzgliederung, Giebelfassade 1701/02, Turmbekrönung 1777, rückwärtiger Teil 1912 neubarock umgestaltet                                                                                            | D-2-77-116-21 Wikidata | weitere Bilder                   |
| Stadtplatz 3, 3 1/2 (Standort)            | Wohn- und Geschäftshaus                                     | viergeschossiger Grabendachbau mit waagrechter Vorschussmauer, im Kern 16. Jahrhundert, Fassade um 1820 | D-2-77-116-22 Wikidata | Wohn- und Geschäftshaus          |
| Stadtplatz 4 (Standort)                   | Wohn- und Geschäftshaus                                     | mit Vorschussgiebel und Putzgliederung, um 1820 | D-2-77-116-23 Wikidata | Wohn- und Geschäftshaus          |
| Stadtplatz 5 (Standort)                   | Wohn- und Geschäftshaus                                     | dreigeschossiger Traufseitbau mit Zwerchgiebel, Fassade biedermeierlich um 1840, im Kern wohl älter | D-2-77-116-24 Wikidata | Wohn- und Geschäftshaus          |
| Stadtplatz 8 (Standort)                   | Wohn- und Geschäftshaus                                     | schmaler, dreigeschossiger Traufseitbau mit Treppengiebel, Fassade mit neugotischem Dekor, 1869/71 | D-2-77-116-25 Wikidata | Wohn- und Geschäftshaus          |
| Stadtplatz 10 (Standort)                  | Wohn- und Geschäftshaus                                     | dreigeschossiger Satteldachbau mit Vorschussgiebel, im Kern 16. Jahrhundert | D-2-77-116-26 Wikidata | Wohn- und Geschäftshaus          |
| Stadtplatz 15 (Standort)                  | Wohn- und Geschäftshaus                                     | dreigeschossiger Eckbau mit Stützmauern und flachem Treppengiebel, im Kern 16. Jahrhundert; ornamentierte Eisenblech-Fensterläden, Ende 19. Jahrhundert; Kruzifix, 19. Jahrhundert                                                                  | D-2-77-116-27 Wikidata | Wohn- und Geschäftshaus          |
| Stadtplatz 22, 22 1/2 (Standort)          | Wohn- und Geschäfts-Doppelhaus                              | dreigeschossiger Bau mit waagrechter Vorschussmauer, im Kern 15./16. Jahrhundert; bei Nr. 22 1/2 Renaissancelauben zum Hof | D-2-77-116-28 Wikidata | Wohn- und Geschäfts-Doppelhaus   |
| Stadtplatz 28 (Standort)                  | Wohn- und Geschäftshaus                                     | zweigeschossiger Eckbau mit Flachsatteldach und Vorschussgiebel, Mauerstützen, im Kern 16. Jahrhundert | D-2-77-116-29 Wikidata | Wohn- und Geschäftshaus          |

### Buchner
| Lage                 | Objekt                            | Beschreibung                                                                                             | Akten-Nr.              | Bild |
| -------------------- | --------------------------------- | --- | ---------------------- | ---- |
| Buchner 2 (Standort) | Querstockhaus eines Vierseithofes | mit Blockbau-Obergeschoss, Traufschrot, bezeichnet 1868; Südflügel, Ständerbohlenstadel, bezeichnet 1874 | D-2-77-116-30 Wikidata | BW   |

### Dietraching
| Lage                      | Objekt             | Beschreibung                                                                            | Akten-Nr.              | Bild |
| ------------------------- | ------------------ | --------------------------------------------------------------------------------------- | ---------------------- | ---- |
| Dietraching 55 (Standort) | Stadel (Südflügel) | lang gestreckter, dreitenniger Bau in Ständerbohlenbauweise, nach Mitte 19. Jahrhundert | D-2-77-116-31 Wikidata | BW   |

### Dürrwimm
| Lage                   | Objekt     | Beschreibung                                                                        | Akten-Nr.              | Bild |
| ---------------------- | ---------- | ----------------------------------------------------------------------------------- | ---------------------- | ---- |
| Dürrwimm 66 (Standort) | Wegkapelle | Ziegelbau, Mitte 19. Jahrhundert; mit Ausstattung; ca. 100 m nördlich der Hofstelle | D-2-77-116-33 Wikidata | BW   |

### Eder vorm Wald
| Lage                 | Objekt     | Beschreibung | Akten-Nr.              | Bild |
| -------------------- | ---------- | --- | ---------------------- | ---- |
| Bergäcker (Standort) | Wegkapelle | Rechteckbau mit Satteldach, 2. Hälfte 19. Jahrhundert; ca. 175 m südlich der Hofstelle am alten Weg von Eder nach Eggenfelden | D-2-77-116-34 Wikidata | BW   |

### Gern
| Lage                                                                    | Objekt                                             | Beschreibung | Akten-Nr.               | Bild                |
| ----------------------------------------------------------------------- | -------------------------------------------------- | --- | ----------------------- | ------------------- |
| Gouverneur-Hahl-Platz 4 (Standort)                                      | Bauernhaus                                         | Einfirsthof, Wohnteil mit verputztem Blockbau-Obergeschoss und vorgezogenem Satteldach, 18. Jahrhundert, größerer Ökonomieteil mit reich ornamentierten Holztoren, Ende 19. Jahrhundert | D-2-77-116-38 Wikidata  | Bauernhaus          |
| Gouverneur-Hahl-Platz 6 (Standort)                                      | Ehemaliger Pfarrhof                                | zweigeschossiger Massivbau mit Putzgliederung und Walmdach, 17. Jahrhundert | D-2-77-116-40 Wikidata  | Ehemaliger Pfarrhof |
| Grafenweg (Standort)                                                    | Denkmal für Ludwig Freiherr von Closen (1755–1830) | Sockelaufbau über drei Stufen, mit Nische für Büste, Reliefszenen, Inschrift und Giebelverdachung, bezeichnet mit „1845“ | D-2-77-116-150          | BW                  |
| Hofmark 23 (Standort)                                                   | Wohnhaus                                           | massiver zweigeschossiger Eckbau mit hohem Krüppelwalm, 17./18. Jahrhundert | D-2-77-116-46 Wikidata  | weitere Bilder      |
| Hofmark 27 (Standort)                                                   | Gasthof Unterwirt                                  | zweigeschossiger Satteldachbau mit Vorschussgiebeln und Putzgliederung, 1. Drittel 18. Jahrhundert | D-2-77-116-50 Wikidata  | Gasthof Unterwirt   |
| Hofmark 31 (Standort)                                                   | Brauerei und Mälzerei                              | westliches Kerngebäude Halbwalmdachbau, 17. /18. Jahrhundert, rückwärtige Brauereitrakte mit zwei Schornsteinen, zum Teil in Blankziegelbauweise, 2. Hälfte 19. Jahrhundert | D-2-77-116-52 Wikidata  | weitere Bilder      |
| Hofmark 34, 36 (Standort)                                               | Gasthof Oberer Wirt                                | stattlicher zweigeschossiger Massivbau mit steilem Satteldach, Gesimsgliederung, spätgotisch, wohl 15./16. Jahrhundert | D-2-77-116-54 Wikidata  | Gasthof Oberer Wirt |
| Hofmark 35 (Standort)                                                   | Ehemaliger Stadel                                  | Verputzter Ziegelbau mit Halbwalmdach, 1830 (dendrochronologisch datiert), im Kern wohl 18. Jahrhundert | D-2-77-116-138 Wikidata | Ehemaliger Stadel   |
| Hofmark 38 (Standort)                                                   | Wohngebäude                                        | schmaler zweigeschossiger Satteldachbau mit Kniestock und profiliertem Trauf- und Ortganggesims, zur ehemaligen Hofmark gehörig, 3. Viertel 19. Jahrhundert, im Kern wohl älter | D-2-77-116-55 Wikidata  | Wohngebäude         |
| Hofmark 46 (Standort)                                                   | Katholische Pfarr- und Schlosskirche St. Georg     | spätgotischer Strebepfeilerbau, ab Mitte 15. Jahrhundert, barocke Umgestaltung, Mitte 18. Jahrhundert; mit Ausstattung; Friedhofsmauer mit Marmorgrabplatten, ab 16. Jahrhundert | D-2-77-116-57 Wikidata  | weitere Bilder      |
| Hofmark 45, 48, 52, 54 (Standort)                                       | Ehemaliger Ökonomiehof der Hofmark Gern            | zweigeschossiger Verwalterbau mit Walmdach und Putzgliederung, 18. /Anfang 19. Jahrhundert; zweigeschossiger, lang gestreckter und massiver Kastenbau mit steilem Krüppelwalmdach, auf leicht geknicktem Grundriss, spätgotisch, 16. Jahrhundert, westlich der Kirche; Nordflügel mit Scheune und Remise, Satteldachbauten, 1. Hälfte 19. Jahrhundert; ehemaliger Ross-Stall, massiver Satteldachbau, 1. Hälfte 19. Jahrhundert | D-2-77-116-137 Wikidata | weitere Bilder      |
| Hofmark (zwischen Wassergraben und Gera, südlich der Kirche) (Standort) | Feldkreuz                                          | 18. Jahrhundert | D-2-77-116-64 Wikidata  | Feldkreuz           |
| Im Schlosspark Gern 2 (Standort)                                        | Nordflügel des Neuen Schlosses                     | Satteldachbau, mit Putzgliederung, an der Südseite Eckpavillon, an der Nordseite Schweifgiebel, 1720 (Hauptbau und südlicher Pendantflügel 1921 abgebrannt); erhaltene Ausstattungsteile und Gemäldesammlung ausgelagert. | D-2-77-116-43 Wikidata  | weitere Bilder      |
| Mühlenweg 6, 8 (Standort)                                               | Wohnhaus                                           | vertikal und horizontal in vier Wohneinheiten geteilt, mit verbrettertem Blockbau-Obergeschoss und vorgezogenem, flach geneigtem Satteldach, 18. Jahrhundert | D-2-77-116-62 Wikidata  | Wohnhaus            |

### Gfürt
| Lage                | Objekt                                        | Beschreibung | Akten-Nr.              | Bild |
| ------------------- | --------------------------------------------- | --- | ---------------------- | ---- |
| Gfürt 30 (Standort) | Stattliches Wohnstallhaus eines Vierseithofes | mit Blockbau-Obergeschoss, Anfang 19. Jahrhundert, Dach und Giebel 2. Hälfte 19. Jahrhundert; Westflügel, Stadel mit reichem Andreaskreuz-Bundwerk, Anfang 19. Jahrhundert | D-2-77-116-65 Wikidata | BW   |

### Gras
| Lage                   | Objekt              | Beschreibung                                                                    | Akten-Nr.              | Bild |
| ---------------------- | ------------------- | ------------------------------------------------------------------------------- | ---------------------- | ---- |
| Gras 47 (Standort)     | Ständerbohlenstadel | mit Bundwerkstreifen und flach geneigtem Satteldach, 1. Drittel 19. Jahrhundert | D-2-77-116-67 Wikidata | BW   |
| Graser Feld (Standort) | Ständerbohlenstadel | mit Bundwerkstreifen, 2. Viertel 19. Jahrhundert                                | D-2-77-116-66 Wikidata | BW   |

### Haus
| Lage              | Objekt                         | Beschreibung                                                                                           | Akten-Nr.              | Bild                           |
| ----------------- | ------------------------------ | --- | ---------------------- | ------------------------------ |
| Haus 4 (Standort) | Bauernhaus eines Vierseithofes | zweigeschossiger, verputzter Massivbau mit Treppengiebeln, um 1860/70; in ehemaligem Burgstall gelegen | D-2-77-116-68 Wikidata | Bauernhaus eines Vierseithofes |

### Hetzenberg
| Lage                     | Objekt                                                                        | Beschreibung | Akten-Nr.              | Bild |
| ------------------------ | ----------------------------------------------------------------------------- | --- | ---------------------- | ---- |
| Hetzenberg 24 (Standort) | Kleinbauernhaus                                                               | ehemaliges firstgedrehtes Stockhaus, mit Blockbau-Obergeschoss, zum Teil verbrettert, und flach geneigtem Satteldach, 1. Drittel 19. Jahrhundert | D-2-77-116-69 Wikidata | BW   |
| Hetzenberg 40 (Standort) | Großer Vierseithof                                                            | alle Gebäude als unverputzte Backsteinbauten; Wohnstallhaus, zweigeschossig mit flach geneigtem Satteldach, Mitte 19. Jahrhundert; Stall, Obergeschoss mit Bundwerk, 2. Hälfte 19. Jahrhundert; zweitenniger Stadel, zum Teil mit Bundwerk, bezeichnet 1891; ehemalige Remise mit Schweinestall und Austragswohnung, mit Treppengiebel, 2. Hälfte 19. Jahrhundert | D-2-77-116-70 Wikidata | BW   |
| Hetzenberg 43 (Standort) | Wohnstallhaus mit teilweise verschaltem Blockbau-Obergeschoss und Traufschrot | 18. Jahrhundert, massives Erdgeschoss Mitte 19. Jahrhundert, Dach spätes 19./frühes 20. Jahrhundert; Backofen, Blankziegelbau, um 1900 erneuert | D-2-77-116-71 Wikidata | BW   |

### Hub
| Lage              | Objekt               | Beschreibung | Akten-Nr.              | Bild |
| ----------------- | -------------------- | --- | ---------------------- | ---- |
| Hub 75 (Standort) | Ehemaliges Stockhaus | zweigeschossiger Satteldachbau mit Zwerchgiebel, Traufschrot und Mittagsglocke, Blockbau-Obergeschoss, am Giebel verbrettert, Erdgeschoss verputztes Mauerwerk, Innenwände Blockbau, im Kern 1777, 1860 umgebaut | D-2-77-116-95 Wikidata | BW   |

### Kagern
| Lage                 | Objekt                            | Beschreibung | Akten-Nr.              | Bild |
| -------------------- | --------------------------------- | --- | ---------------------- | ---- |
| Kagern 54 (Standort) | Wohnstallhaus eines Vierseithofes | Querstockhaus mit Blockbau-Obergeschoss und flach geneigtem Satteldach, bezeichnet 1849, im Kern Ende 18. Jahrhundert | D-2-77-116-72 Wikidata | BW   |

### Kaspersbach
| Lage                      | Objekt                                              | Beschreibung                                                      | Akten-Nr.              | Bild |
| ------------------------- | --------------------------------------------------- | ----------------------------------------------------------------- | ---------------------- | ---- |
| Kaspersbach 53 (Standort) | Ehemaliger Mitterstallbau mit Blockbau-Obergeschoss | Traufschrot und flach geneigtem Satteldach, Mitte 19. Jahrhundert | D-2-77-116-75 Wikidata | BW   |

### Kirchberg
| Lage                    | Objekt                               | Beschreibung | Akten-Nr.              | Bild           |
| ----------------------- | ------------------------------------ | --- | ---------------------- | -------------- |
| Kirchberg 28 (Standort) | Katholische Filialkirche St. Michael | mit eingezogenem Chor und Turm an der Nordseite, bezeichnet 1481, Turmobergeschoss und Spitzhelm 19. Jahrhundert; mit Ausstattung | D-2-77-116-76 Wikidata | weitere Bilder |

### Lauterbach
| Lage                     | Objekt     | Beschreibung                                                                                  | Akten-Nr.              | Bild |
| ------------------------ | ---------- | --------------------------------------------------------------------------------------------- | ---------------------- | ---- |
| Lauterbach 61 (Standort) | Hofkapelle | verputzter Satteldachbau mit spitzbogigem Eingang, 2. Hälfte 19. Jahrhundert; mit Ausstattung | D-2-77-116-79 Wikidata | BW   |

### Moosham
| Lage                  | Objekt  | Beschreibung                                                                       | Akten-Nr.              | Bild |
| --------------------- | ------- | ---------------------------------------------------------------------------------- | ---------------------- | ---- |
| In Moosham (Standort) | Kapelle | Massivbau mit Putzgliederung, 1810 aus älterem Material errichtet; mit Ausstattung | D-2-77-116-81 Wikidata | BW   |

### Niederndorf
| Lage                  | Objekt      | Beschreibung                                                                | Akten-Nr.              | Bild |
| --------------------- | ----------- | --------------------------------------------------------------------------- | ---------------------- | ---- |
| Hochgarten (Standort) | Ortskapelle | kleiner Satteldachbau mit Putzstreifengliederung, 2. Hälfte 19. Jahrhundert | D-2-77-116-82 Wikidata | BW   |

### Oberkirchberg
| Lage                        | Objekt         | Beschreibung                          | Akten-Nr.              | Bild |
| --------------------------- | -------------- | ------------------------------------- | ---------------------- | ---- |
| Oberkirchberg 17 (Standort) | Bundwerkstadel | zweitennig, 1. Hälfte 19. Jahrhundert | D-2-77-116-78 Wikidata | BW   |

### Peterskirchen
| Lage                        | Objekt                              | Beschreibung | Akten-Nr.              | Bild |
| --------------------------- | ----------------------------------- | --- | ---------------------- | ---- |
| Peterskirchen 10 (Standort) | Katholische Filialkirche St. Petrus | kleiner romanischer Bau mit Chorapsis, 13. Jahrhundert; mit Ausstattung                                                | D-2-77-116-85 Wikidata | BW   |
| Peterskirchen 20 (Standort) | Ehemaliges Kleinbauernhaus          | Wohnstallhaus in Blockbau, zum Teil massiv erneuert, mit flach geneigtem Satteldach, im Kern 2. Hälfte 18. Jahrhundert | D-2-77-116-84 Wikidata | BW   |

### Pischelsberg
| Lage                      | Objekt                         | Beschreibung | Akten-Nr.              | Bild           |
| ------------------------- | ------------------------------ | --- | ---------------------- | -------------- |
| Pischelsberg 5 (Standort) | Katholische Kirche St. Andreas | spätgotischer Blankziegelbau, bezeichnet 1472, Giebelreiter und Umbauten im Westjoch des Langhauses im 19. Jahrhundert; mit Ausstattung | D-2-77-116-86 Wikidata | weitere Bilder |

### Prühmühle
| Lage                   | Objekt    | Beschreibung | Akten-Nr.               | Bild |
| ---------------------- | --------- | --- | ----------------------- | ---- |
| Prühmühle 1 (Standort) | Prühmühle | ehemaliges Mühlenanwesen; Mühle, dreigeschossiger verputzter Ziegelbau mit traufständigem Satteldach, 1908; technische Ausstattung von 1850–1880; Sägewerk, erdgeschossiger Holzbau, 1908, mit venez. Gatter von 1880; Wohnhaus, zweigeschossiger Satteldachbau, 1907; Stallgebäude, zweigeschossiger Ziegelbau, wohl 1908; Stadel, Ziegelbau mit Ständerbohlenwand zum Hof, um 1800 | D-2-77-116-141 Wikidata | BW   |

### Rinn
| Lage               | Objekt     | Beschreibung                                                 | Akten-Nr.              | Bild |
| ------------------ | ---------- | ------------------------------------------------------------ | ---------------------- | ---- |
| Rinn 56 (Standort) | Hofkapelle | Ziegelbau, 1. Hälfte 19. Jahrhundert, westlich der Hofstelle | D-2-77-116-87 Wikidata | BW   |

### Sankt Sebastian
| Lage                                            | Objekt                                 | Beschreibung | Akten-Nr.              | Bild |
| ----------------------------------------------- | -------------------------------------- | --- | ---------------------- | ---- |
| Sankt Sebastian 7, 7 1/2 (Standort)             | Doppelhaus                             | verbretterter Blockbau mit flach geneigtem Satteldach, Anfang 19. Jahrhundert | D-2-77-116-89 Wikidata | BW   |
| Sankt Sebastian 8; Sankt Sebastian 7 (Standort) | Katholische Filialkirche St. Sebastian | Chor im Kern spätromanisch, sonst Neubau von 1612, Mitte 18. Jahrhundert wesentlich barockisiert; mit Ausstattung; Friedhofsmauer, 18./19. Jahrhundert; zwei neugotische Grabmäler, ab 1845, und Schwarzmarmor-Grabstein, 1878, im Friedhof | D-2-77-116-88 Wikidata | BW   |

### Thal
| Lage            | Objekt                                                  | Beschreibung                                                           | Akten-Nr.              | Bild |
| --------------- | ------------------------------------------------------- | ---------------------------------------------------------------------- | ---------------------- | ---- |
| Thal (Standort) | Wohnstallhaus mit teilverschaltem Blockbau-Obergeschoss | Traufschrot und flach geneigtem Satteldach, 2. Drittel 19. Jahrhundert | D-2-77-116-91 Wikidata | BW   |

### Untereschlbach
| Lage                         | Objekt    | Beschreibung | Akten-Nr.               | Bild |
| ---------------------------- | --------- | --- | ----------------------- | ---- |
| Untereschlbach 14 (Standort) | Bildstock | verputzter Ziegelbau, in der Nische kleine Lourdesgrotte, spätes 19. Jahrhundert; neben der Brücke über den Kiritzbach | D-2-77-116-136 Wikidata | BW   |

### Untermaisbach
| Lage                        | Objekt    | Beschreibung                                                               | Akten-Nr.              | Bild |
| --------------------------- | --------- | -------------------------------------------------------------------------- | ---------------------- | ---- |
| Untermaisbach 17 (Standort) | Südflügel | Stadel mit reichen Gitterbundwerk, Mitte 19. Jahrhundert, modern verändert | D-2-77-116-94 Wikidata | BW   |

## Ehemalige Baudenkmäler
In diesem Abschnitt sind Objekte aufgeführt, die früher einmal in der Denkmalliste eingetragen waren, jetzt aber nicht mehr. Objekte, die in anderem Zusammenhang – also z. B. als Teil eines Baudenkmals – weiter eingetragen sind, sollen hier nicht aufgeführt werden. Aktennummern in diesem Abschnitt sind ehemalige, jetzt nicht mehr gültige Aktennummern.

| Lage                                  | Objekt    | Beschreibung | Akten-Nr.              | Bild |
| ------------------------------------- | --------- | --- | ---------------------- | ---- |
| Dürrwimm Dürrwimm 66 (Standort)       | Ostflügel | Stallgebäude mit Rundbogentor und Ständerbohlen-Bundwerk über massivem Erdgeschoss, 2. Viertel 19. Jahrhundert                                       | D-2-77-116-32 Wikidata | BW   |
| Taschnerhof Taschnerhof 33 (Standort) | Einzelhof | ehemaliges Wohnstallstadelhaus mit Steilsatteldach, im Obergeschoss am Wirtschaftsteil auf drei Seiten Ständerbohlen-Bundwerk, Mitte 19. Jahrhundert | D-2-77-116-90 Wikidata | BW   |